# IN Весов
IN Весов (лат. IN Librae), HD 135825 — одиночная переменная звезда в созвездии Весов на расстоянии приблизительно 244 световых лет (около 75 парсеков) от Солнца. Видимая звёздная величина звезды — от +7,42m до +7,33m.

## Характеристики
IN Весов — жёлто-белая пульсирующая переменная звезда типа RR Лиры (RR:) спектрального класса F3IV/V.